# Бичий (острів, Японське море)
Би́чий (рос. Бычий) — невеликий острів у затоці Петра Великого Японського моря. Знаходиться за 60 м від півострова Янковського у бухті Табунній. Адміністративно належить до Хасанського району Приморського краю Росії.

## Географія
Довжина острова приблизно 70 м, ширина — до 40  поверхня вкрита чагарниками. Береги, окрім того, що обернений до материка, скелясті, стрімко обриваються до моря. Південний берег низький, з гальковим та кам'янистим пляжем, придатний для відпочинку. З материком з'єднаний підводною кам'янистою грядою.